# Xã Middlecreek, Quận Snyder, Pennsylvania
Xã Middlecreek (tiếng Anh: Middlecreek Township) là một xã thuộc quận Snyder, tiểu bang Pennsylvania, Hoa Kỳ. Năm 2010, dân số của xã này là 2.114 người.